# Subarnakhal
Subarnakhal (nepalski: सुवर्णखाल) – gaun wikas samiti w zachodniej części Nepalu w strefie Lumbini w dystrykcie Arghakhanchi. Według nepalskiego spisu powszechnego z 2011 roku liczył on 617 gospodarstw domowych i 2833 mieszkańców (1584 kobiety i 1249 mężczyzn).